# Mairena del Alcor
Mairena del Alcor er en by og kommune i det sydlige Spanien i provinsen Sevilla. Den har et indbyggertal på 24.238 (2024) indbyggere.